# Виноградов, Василий Иванович (композитор)
Васи́лий Ива́нович Виногра́дов (7 января (19 января) 1874, Елабуга — 12 ноября 1948 года, Казань) — российский советский композитор и скрипач. Заслуженный деятель искусств Татарской АССР (1944 год). Автор первой татарской оперы «Сания» (1925 год) (совместно с Султаном Габяши и Газизом Альмухаметовым).

## Биография
Василий Иванович Виноградов родился 7 января (19 января) 1874 года в Елабуге в семье врача. Детство и юность провёл в Уфе.
C 1894 года по 1899 год учился на юридическом факультете Московского университета. Одновременно брал частные уроки игры на скрипке у профессора Московской консерватории И. В. Гржимали и по теории музыки у А. П. Соловцова.
В годы учёбы Василий Виноградов написал свои первые сочинения: квартет, вальс, пьесы для фортепиано для студенческого симфонического оркестра Московского университета, которым руководил А. А. Литвинов — скрипач, дирижёр, впоследствии директор Казанского музыкального училища и будущий дирижёр оперы «Сания».
К ранним композиторским опытам Василия Виноградова относятся Кантата памяти Н. В. Гоголя на стихи Е. В. Ивановой (1902 год) и музыкальная картина «Сабантуй» для фортепиано (1904 год).
После учёбы работал юристом в Уфе, Златоусте, Вятке, Уржуме. Собирал музыкальный фольклор среди татар, башкир и мари, населявших Уфимскую губернию.
В 1921 году приехал в Казань, где своей творческой, педагогической и музыкально-общественной работой способствовал становлению профессиональной татарской музыкальной культуры
В 1921 году в Казани им создана «Татарская сюита» для симфонического оркестра в трёх частях. В 1922 году на основе башкирского фольклора -
симфоническая картина «Шихан».
С 1921 года по 1930-е годы преподаватель Татарского техникума искусств, дирижёр оркестра Татарского радио и Татарского академического театра, сотрудник Управления по делам искусств при Совете Народных Комиссаров ТАССР.
В соавторстве с Султаном Габяши и Газизом Альмухаметовым написал первые татарские национальные оперы «Сания» (либретто Фатиха Амирхана, 1925 год), и «Рабочий» (тат. Эшче) (либретто Мажита Гафури, 1930 год), поставленные в Татарском драматическом театре, а также первые симфонические произведения на материале татарских народных песен.
В 1929 году им создан «Торжественный марш» для симфонического оркестра
Во время учёбы Салиха Сайдашева с 1934 год по 1938 год в студии при Московской консерватории занимал его место дирижёра, композитора и заведующего музыкальной частью Татарского академического театра.
Совместно с Александром Ключарёвым и Мухамедом Садри составил и издал сборник «Татарские народные песни» (1941).
Умер 12 ноября 1948 года в Казани.

## Семья
Сын — Юрий Васильевич Виноградов — российский, советский композитор, педагог, профессор Казанской консерватории. Заслуженный деятель искусств Татарской АССР.